# 札幌國際大學
札幌國際大學（日語：札幌国際大学）是一間位於日本北海道札幌市清田區的私立大學，1993年正式設置。同址亦設有短期大學部，但該部僅限女性就讀。

## 學部學科
- 觀光學部
  - 觀光商務學科
  - 觀光經濟學科
- 人文學部
  - 現代文化學科
  - 心理學科
- 體育人間學部
  - 體育商務學科
  - 體育指導學科

## 大學院
- 地域社會研究科（停止招生）
- 觀光學研究科（碩士課程）
  - 觀光學專攻
- 心理學研究科（碩士課程）
  - 臨床心理專攻

## 對外關係
學術交流等協定校（日本國内）
- 札幌圏大学・短期大學單位互換協定 (Green Campas)

（札幌國際大學、札幌大学、札幌學院大學、東海大學（札幌校區）、北星學園大學、藤女子大學、北翔大學、酪農學園大學、札幌國際大學短期大學部、北星學園大學短期大學部、北翔大學短期大學部）
- 福島學院大學
- 日本橋學館大學
- 東京國際大學
- 富山國際大學
- 金澤星稜大學
- 大阪國際大學
- 大手前大學
- 福岡國際大學
- 名櫻大學
- 富山短期大學
- 大阪國際大學短期大學部
- 福岡女子短期大學

國際、學術交流等協定校（日本國外）
- 高雄第一科技大學（ 臺灣）(2018年合併為國立高雄科技大學)
- 維多利亞大學（ 加拿大不列顛哥倫比亞）
- 澳洲天主教大學（ ）
- 耽羅大學（ ）
- 慶州大學（ ）
- 大邱大學（ ）
- 華東師範大學（ 中国上海市）

## 短期大學部
- 學科 
  - 綜合生活學科
  - 英語會話學科
  - 幼兒教育保育學科
- 專攻科 
  - 幼兒教育専攻

## 附屬機關
- 北海道地域、觀光研究中心
- 心理諮詢研究所
- 就業輔導中心

## 著名關係者
- 濱田康行（日语：浜田康行）
- 和野内崇弘（日语：和野内崇弘）
- 松田忠德（日语：松田忠徳）
- 大月隆寬（日语：大月隆寛）
- 關口明（日语：関口明）
- 吉岡宏高
- 藪淳一（日语：薮淳一）
- 田中泉
- 針金佳代子
- 西埜良信
- 栗城史多
- 志村義史
- YOSHI
- Kutsu-Ring（日语：Original flava）

## 外部連結
- 札幌國際大學 （页面存档备份，存于） （日語）